# 2016年リオデジャネイロオリンピックのチェコ選手団
2016年リオデジャネイロオリンピックのチェコ選手団（2016ねんリオデジャネイロオリンピックのチェコせんしゅだん）は、2016年8月5日から8月21日にかけてブラジルのリオデジャネイロで開催された2016年リオデジャネイロオリンピックのチェコ選手団、およびその競技結果。

## 概要
今大会は金メダル1個、銀メダル2個、銅メダル7個の合計10個のメダルを獲得した。
柔道男子100kg級ではルカシュ・クルパレクが柔道競技チェコ選手初メダルとなる金メダルを獲得した。

## メダル
| メダル | 選手名                                                                      | 競技   | 種目                    |
| ------ | --------------------------------------------------------------------------- | ------ | ----------------------- |
| 金     | ルカシュ・クルパレク                                                        | 柔道   | 男子100kg級             |
| 銀     | ヤロスラフ・クルハヴィー                                                    | 自転車 | 男子MTBクロスカントリー |
| 銀     | ジョゼフ・ドスタル                                                          | カヌー | 男子K-1 1000m           |
| 銅     | バルボラ・シュポタコバ                                                      | 陸上   | 女子やり投              |
| 銅     | ペトラ・クビトバ                                                            | テニス | 女子シングルス          |
| 銅     | ルーシー・サファロバ バルボラ・ストリコバ                                   | テニス | 女子ダブルス            |
| 銅     | ルーシー・ハラデツカ ラデク・ステパネク                                     | テニス | 混合ダブルス            |
| 銅     | オンドレイ・シネック                                                        | ボート | 男子シングルスカル      |
| 銅     | イーリ・プルスカベッツ                                                      | カヌー | 男子K-1                 |
| 銅     | ダニエル・ハベル ルカーシュ・トレフィル ヨセフ・ドスタール ヤン・シュテルバ | カヌー | 男子K-4 1000m           |